# Palmer, Massachusetts

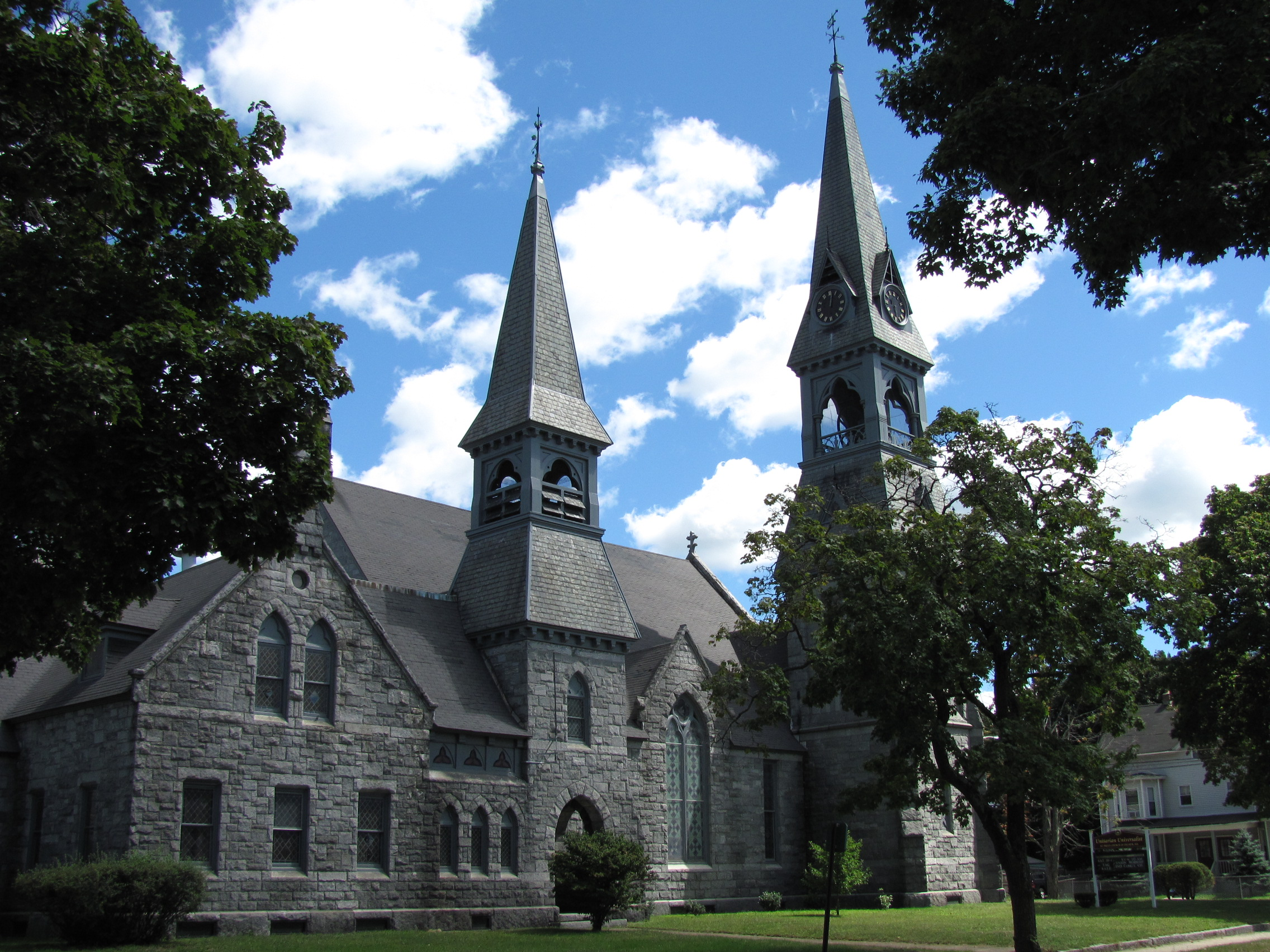

Palmer är en stad i Hampden County i delstaten  Massachusetts, USA. Vid folkräkningen år 2000 bodde 12 497 personer på orten. Den har enligt United States Census Bureau en area på 82,9 km² varav 1,3 km² är vatten. 